# Palmürai offenzíva (2017)
A 2017-es palmürai offenzíva a Szíriai Arab Hadsereg támadása volt az Iszlám Állam fegyveres seregei ellen Homsz kormányzóság keleti részén 2017. januárban, melynek fő célja Palmüra és környéke visszafoglalása volt. Miután a szíriaiak és az oroszok kiűzték őket a városból, december 8. és 11. között visszafoglalták a települést. 2017. március 2-án a Szíriai Hadsereg és az orosz támogatók ismét sikerrel vették be Palmüra városát és környékét.

## Előzmények
December közepén az ISIL támadást indított Palmüra ellen, melynek során, mivel a Szíriai Hadsereg teljesen kivonult, meg is szerezte a város feletti irányítást. Ezután az ISIL nyugat felé vonult, és megtámadta a T4 légibázist, melyet majdnem el is foglalt.
A légibázis környékén december végéig folytak az összecsapások, mikor is az ISIl támadását vissza tudták verni. 2017. januárban olyan hírek érkeztek, hogy az ISIL kivonul a repülőtér környékéről.

## Az offenzíva
Január 12–13-án a Szír Hadsereg egy ellentámadást indított. A hadművelet kezdeteként megölték az ISIL helyi vezetőjét Abu Hafs al-Mashrifit a Huwaysis területén lévő központja ellen elkövetett légi támadásban. Január 14-én a hadsereg al-Tayyas falu környékén több helyszínt is elfoglalt, ezen kívül az elhagyatott bázis környékén is terjeszkedtek, és megközelítették a Jazal-hegységet. A hadsereg ezután megtámadta magát a hegyvonulat területét is. Január 15-én tovább haladtak, és a légi támaszpont körüli hegyeket foglaltak el. Ezen kívül megszerezték a Jihar kereszteződést. Január 16-án az ISIL sikeresen visszaverte a Hadsereg egyik támadását a repülőtér környékén. Az offenzíva folytatásához a Szír Hadsereg katonai erősítése megérkezett a helyszínre. Január 19-én az SAA lerohanta a T–4 bázis déli részét, és al-Qaryatayn közelében is sok területet szerzett, miközben a víztoronytól és Tayfor falutól keletre is megerősödtek. Január 21-én a Hadsereg visszafoglalta a Jeb al-Murr területet, valamint tovább haladt al-Tiyas hegyei környékén.
Január 25-én a Szíriai Hadsereg visszafoglalta al-Fawa’ra területét, és tovább haladt al-Fawa’ra térségében. Január 30-án a Hezbollah sajtórésze bejelentette, hogy visszafoglalta Abu Tawwalah területét és a környező lakóépületeket. Február 2-án a Hadsereg elfoglalta al-Hattaniyyah és al-Marhatan területét valamint a Jihar kereszteződést. Február 4-én a Hadsereg visszafoglalta a Hayyan gázmezőt. Február 5-én a Hadsereg ellenőrzése alá került Majbel Asphalt területe, Al-Baydah al Sharqiyah és al-Baydah al-Gharbiyah. Az ISIL ezután rögtön ellentámadásba kezdett, melynek következtében heves összecsapások alakultak ki a frissen a Szíriai Hadsereg kezére került területeken. Február 7-én az ISIL visszafoglalta a Hayyan gázmezőket. Február 10-én a Hadsereg foglalta vissza a Hayyan-hegyeket. Február 11-én az ISIL szerezte meg a Majbel Asphalt területeket, valamint több részt is a Hajjar kereszteződés közelében, többek között a Hayyan-hegyeket. Február 13-án a Hadsereg felélesztette az offenzíváját, és megtámadták az ISIL-t, hogy visszafoglalják a teljes Hayyan-hegységet. Másnap a Hadsereg áttörte az SIIL védvonalát, és visszafoglalta a Hayyan gázmezőket.
Február 16-án a Szíriai Hadsereg bejutott a Jihar Gázmezőkre, és összecsapott az ISIL-lel. Az ISIL a Hayyan gázmező több olajkerekét megszerezte. Aznap az orosz erők elszenvedték első veszteségüket, mikor távvezérlésű robbanóeszköz felrobbantotta a Homszból indult autókonvoját. A robbantásban négy orosz katona meghalt, kettő megsebesült. A sérültek között volt Pyotr Milyukhin vezérőrnagy, aki mindkét lábát és fél szemét elvesztette. Február 17-én a Hadsereg elfoglalta Kelet-Bayarat területét, így már csak 12 km választotta el Palmürától. Aznap az övüké lettek az Al-Kalaabiyah Farmok is, és ezzel visszaszerezték a teljes ellenőrzést Nyugat-Bayarat felett. Az ISIL egyik ellentámadását a Hayyan gázmezők ellen visszaverték. Február 18-án a Hadsereg elfoglalta a Tarfah Al-Gharbiyah területet, így a Hayyan gázmező felett teljes lett az ellenőrzése, miközben tovább haladtak a Jazal-hegység lábai felé. Másnap megtámadták a Jazal és az al-Mahr olajmezőket és Al-Bayarat keleti részén elfoglalták az ISIL utolsó posztjait is. Február 20-án olyan hírek érkeztek, hogy elesett Tarfah al-Sharqiyah is.
A Szíriai Hadsereg február 23-án folytatta az offenzívát, mivel addig az erősítésre várva felfüggesztette a hadműveleteit. Az új seregek a Hayyan gázmezőnél léptek harcba. A nap folyamán a hadsereg Palmürának a Vezető Iskola melletti részén szereztek meg egyes részeket. Február 24-én a Hadsereg Kelet-Bayarat térségében szerezte meg a palmürai rádióadót, miután a visszavonuló Iszlám Állammal rövid csatát vívtak. Ezután elérték a Palmürára kilátást biztosító Jabal Hayyal hegyeket. Február 26-án elfoglalták Tal SyriaTel hegyét, így tűztávon belülre kerültek az Al-Mahr gázmezőtől. Később elfoglalták a Jabbal Hayyal legmagasabb pontját, így tűztávon belül volt a teljes Palmürai-háromszög, valamint a város délkeleti része. Ezeken kívül megszerezték a város északnyugati részén a Quarries területet. Ráadásul a kőfejtők is az ellenőrzésük alá kerültek, és minden olyan pont is az övék lett, ahonnan kilátás nyílik az al-Mahr olajmezőkre. Másnap elfoglalták a Hayyal-hegység egy határos területét. Megszerezték a Palmürától nyugatra az első falut, al-Tamtheelt, és így elérték a stratégiai al-Tar hegyet. Az előretörésüknek köszönhetően már kevesebb mint 3 km választotta el őket Palmürától.
A Szíriai Hadsereg egy március 1-i támadás során megszerezte a Palmürai Háromszöget, a palmürai várat, a katri kastélyt, al-Amriyah falut és több hegycsúcsot, melyek között ott volt a Jabbal Hayyal és a Jabbal al-Tar is. Ugyanazon a napon a Szíriai Hadsereg és szövetségesei repülőgépekkel megtámogatva beléptek a modern Palmürába, és a város nyugati valamint északnyugati részének bevétele után elfoglalták az al-Motaqadin utcát, miközben tudtak arról, hogy az ISIL kivonja a csapatait a településről. Másnap az ISIL egy sikertelen ellentámadást indított, melynek következtében a Hadsereg megtámadta, majd teljesen el is foglalta a Jabal al-Tar és a palmürai vár teljes egészét. Később, miután a város több pontját aláaknázták, az ISIL kivonult Palmürából. Ezen felül olyan öngyilkos merénylőket hagytak hátra, akik fedezték a kivonulás menetét, valamint megnehezítsék a Hadsereg előretörését. Március 2-án, miután az ISIL teljesen elhagyta a várost, a Szíriai Hadsereg elfoglalta Palmüra teljes egészét. Másnap a Palmürai Repülőtér is a Hadsereg kezére került. A reptér teljes biztosítása március 4-én történt meg, mikor az ISIL-t a reptértől keletre álló Palmürai Gabonasilókon túlra száműzték.

## Veszteségek
Az SOHR jelentése szerint az offenzíva alatt az ISIL 283 milicistáját, a Szíriai Hadsereg 115 katonáját és 5 orosz résztvevőt öltek meg, miközben az orosz katonai források szerint az ISIL több mint 100 tagja sérült meg vagy vesztette életét, és több száz gépjárművüket megsemmisítették, köztük 19 tankot, 37 gyalogosszállító járművet és 98 technikalt.

## Következmények
A Szíriai Hadsereg Palmüra körül további területeket szerzett meg, miután magát a várost visszafoglalta. By late May 2017, all roads linking Damascus with Palmyra came under the control of the Syrian government.

## Külső hivatkozások
- Coalition Airstrike Destroys 168 Da'esh Oil Tanker Trucks in Central Syria
- VIDEO: Palmyra Front (March 3, 2017): Palmyra Liberation: The Road Back from T-4. Archiválva 2017. március 5-i dátummal a Wayback Machine-ben

Koordináták: é. sz. 34,5600°, k. h. 38,2672°34.560000°N 38.267200°E